# Friedrich Wilhelm von Frankenberg und Proschlitz
Friedrich Wilhelm von Frankenberg-Proschlitz (* 1691; † 8. November 1751) war kursächsischer Generalmajor.

## Leben

### Herkunft
Er entstammt der Linie Jakobsdorf. Seine Eltern waren Daniel Gustav von Frankenberg-Proschlitz (1662–1727) und dessen Ehefrau Anna Susanne, geborene von Würbska (1664–1731). Sein Onkel Hans Moritz von Frankenberg-Proschlitz (1669–1756) wurde 1720 durch Kaiser in den Freiherrenstand erhoben. Er hatte er noch zwei Brüder Adam Sylvius (1695–1725) und Jaroslav (* 1700) die in sächsischen Diensten standen.

### Militärkarriere
Frankenberg trat wie seine Brüder in sächsische Dienste und wurde Leutnant im Regiment „Flemming“. Sein Bruder Adam Sylvius stand dort bereits als Hauptmann und Kompanieführer. Nach dem Tod seines Bruders 1725 übernahm er dessen Rang und Kompanie in Elbing. Im Laufe der Zeit stieg er zum Major auf. Frankenberg muss sich gut geführt haben, denn als 1729 die sächsische Leibgrenadiergarde in Warschau errichtet wurde, kam er als einer der Ersten zur Garde. Anschließend war er mit weiteren Rekrutierungen und der Ausbildung der Rekruten beschäftigt. Der König selbst war Kommandeur der Garde, der Graf Rutowsky Oberst und der Graf Poniski († 1730) Oberstleutnant. Nachdem die Truppen den ganzen Sommer ausgebildet wurde, wurde das Bataillon in sechs Kompanien geteilt und nach Sachsen in Marsch gesetzt. 1729 wurde der spätere Generalleutnant von Pirch zum zweiten Major befördert.
In Meißen hatte inzwischen der Oberstleutnant Natzmer weitere Truppen gesammelt, ausgebildet und nach Dresden geführt. Am 15. November 1729 wurde die beiden Teile offiziell in Dresden zu einem Regiment. Im Lager bei Mühleberg zeigen die Truppen ihre Fähigkeiten. Das führte dazu, dass viele Freiwillige zur Armee kam und auch zur Leibgrenadiergarde gab es einen regen Zustrom. Bereits am 15. August war Frankenberg zum Oberstleutnant der Garde befördert worden. Sein Nachfolger als Major wurde der spätere Generalmajor von Schlieben. Frankenberg führte das erste Bataillon der Leibgrenadiergarde 1733 nach Polen, wo es 1734 bei den Begräbnis- und Königsfeierlichkeiten mit anderen Garden paradierte. Anschließend nahm es an der Belagerung von Danzig teil. Nachdem der Oberst Rutowsky seinen Dienst quittiert hatte, rückte Frankenberg am 15. November nach und wurde Chef „ad Interim“. Das Regiment kehrte im Dezember 1734 nach Dresden zurück und Ende 1735 übergab Frankenberg das Regiment an den Grafen Sulkowski. Es dauerte bis 1741, da erhielt Frankenberg das Regiment „Haxthausen“ als Chef. Während des Ersten Schlesischen Krieges kämpfte das Regiment bei der Belagerung von Prag und bestand 1743 ein Gefecht mit österreichischen Husaren.
Das Regiment kehrte nach dem Krieg nach Sachsen zurück und Frankenberg wurde am 21. März 1744 zum Generalmajor befördert. Sein Regiment übergab er Johann Adolf von Sachsen-Gotha. Im Zweiten Schlesischen Krieg stand Sachsen auf dem Seite Österreichs und Frankenberg kam zum Hilfskorps des Herzogs von Sachsen-Weißenfels. 1745 kämpfte er in Böhmen in der Schlacht bei Hohenfriedberg, kehrte mit der Armee in Oktober nach Dresden zurück und kämpfte dann in der Schlacht bei Kesselsdorf. Der Sieg der Preußen beendete den Krieg.
1746 erhielt er das Regiment des Oberst Niesemeuschel. Er zog nun nach Freyberg, wo sich das Standquartier des Regiments befand. Er befand sich auf dem Rittergut Neukirchen, das der Familie Taubenheim gehörte als er eine Schlaganfall erlitt. Er starb kurz darauf am 8. November 1751.
Frankenberg war mit einer Kotulinski-Reinersdorf verheiratet. Das Paar hatte einen Sohn und eine Tochter.